# Diana Pharaoh Francis
Diana Pharaoh Francis (1967) é uma professora e autora de fantasia norte-americana, conhecida pelos romances Path of Fate e The Cipher.

## Biografia
Diana Pharaoh Francis cresceu numa fazenda de gado no norte da Califórnia, perto de Lincoln. Frequentou a Oakmont High School em Roseville, Califórnia, e em 1983 foi nomeada Rainha Honrária do Betel No. 336 no Job's Daughters International de Roseville.
Formou-se com um bacharelado pela Universidade da Califórnia em Davis no ano de 1989, obtendo posteriormente um mestrado pela Iowa State University, ambos em escrita criativa, e um doutoramento pela Ball State University em literatura e teoria literária. A sua tese abordava a temática das romancistas britânicas de 1858 a 1865 e a representação das mulheres na literatura, sendo vinculado então à teoria pós-colonial britânica de controlo das populações nativas em suas colônias. Anteriormente, ensinou literatura e escrita na University of Montana Western. Atualmente leciona no programa de MFA da Southern New Hampshire University e reside no estado de Oregon com a sua família.
O seu primeiro livro, Path of Fate, foi avaliado favoravelmente por Victoria Strauss. De acordo com o WorldCat, é o seu livro mais difundido.

## Obras

### SériePath
- Path of Fate (2003, Roc Books )  [4] [6][7][8][9]
- Path of Honor (2004, Roc Books)ISBN 0-451-45991-1 [10][11]
- Path of Blood (2006, Roc Books)ISBN 0-451-46082-0 [12]

### SérieCrosspointe
- The Cipher (2007, Roc Books)ISBN 0-451-46179-7 [1][13][14][15]
- The Black Ship (2008, Roc Books)ISBN 0-451-46242-4 [16][17]
- The Turning Tide (2009, Roc Books)ISBN 0-451-46268-8
- The Hollow Crown (2010, Roc Books)ISBN 0-451-46339-0

### SérieHorngate Witches
- Bitter Night (2009, Livros de Bolso )ISBN 1-416-59814-6 [18][19]
- Crimson Wind (2010, Livros de Bolso)ISBN 1-416-59815-4
- Shadow City (2011, livros de bolso)ISBN 1-451-61385-7
- Blood Winter (2012, livros de bolso)ISBN 1-451-61386-5

### SérieDiamond City Magic
- Trace of Magic (2014)
- Edge of Dreams (2015)
- Whisper of Shadows (2016)
- Shades of Memory (2017)

### SérieMission: Magic
- The Incubus Job (2016)

### Contos
- Unexpected Choices, uma história sobre as Bruxas de Horngate, publicado em Urban Enemies (agosto de 2017) ISBN 9781501155086
- Ashes and Dust, publicado em Trials, A Rogue Mage Anthology. (novembro de 2016)
- Grasping Rainbows, publicado em The Weird Wild West (dezembro de 2015)
- Hunger Pains, publicado em Amantes de Demônios: Súcubos
- Nothing Left to Lose, publicado em Wolf Songs 2
- In Between the Dark and the Light, publicado em Furry Fantastic (outubro de 2006)
- All Things Being Not Quite Equal, publicado em The Best of Dreams of Decadence (maio de 2003)ISBN 0451459180